# Lykke Li
Lykke Li, artiestennaam van Li Lykke Timotej Zachrisson (Ystad, 18 maart 1986), is een Zweedse singer-songwriter die indiemuziek maakt. In 2008 bracht ze haar eerste album Youth novels uit en in 2011 brak ze internationaal door met de hit I follow rivers.

## Biografie
Lykke Zachrisson werd in 1986 geboren in Ystad, een stad in de Zuid-Zweedse regio Skåne. Haar moeder, Karsti Stiege, was fotografe en haar vader, Johan Zachrisson, muzikant. Ze verhuisde naar Stockholm in haar kleuterperiode en toen Zachrisson zes jaar oud was verhuisde het gezin naar Portugal. In de hoop een doorbraak als hiphop-artieste te realiseren, verbleef Zachrisson als negentienjarige enkele maanden in New York. Onder haar artiestennaam Lykke Li bracht ze in 2007 de electropop-ep Little Bit uit. Het nummer werd haar eerste hit in Zweden en bereikte in Vlaanderen de Ultratip 100.
In 2008 keerde Lykke Li terug naar New York om haar debuutalbum op te nemen, Youth Novels. Dit album werd geproduceerd door Björn Yttling, bekend van de indiegroep Peter Bjorn and John. Lykke Li werd geïnspireerd tot het schrijven van de muziek van Youth Novels door een langdurige relatie. Het album werd in Zweden voor het eerst uitgebracht door LL Recordings op 4 februari 2008, om twee maanden later ook in Nederland en België te verschijnen. Het album werd over het algemeen positief ontvangen. Het belandde op de zeventiende plaats in een door het muziekblad OOR samengestelde lijst van de beste albums van 2008. In 2009 won Lykke Li een European Border Breakers Award, die jaarlijks worden uitgereikt aan tien jonge veelbelovende Europese artiesten die het jaar ervoor succesvol buiten de eigen landsgrenzen debuteerden.
Met het nummer I follow rivers, afkomstig van haar tweede studioalbum Wounded rhymes, brak Lykke Li in 2011 internationaal door. Het werd in heel Europa een grote hit en bereikte in onder meer België, Duitsland, Italië en Roemenië de nummer 1-positie. In 2012 was de Belgische rockband Triggerfinger eveneens zeer succesvol met hun versie van dit nummer.
In het voorjaar van 2014 verscheen het derde album van Lykke Li, I never learn, dat door critici goed ontvangen werd. Het grote internationale succes van I follow rivers wist ze echter niet meer te evenaren. Later in 2014 was ze te horen op het nummer The Troubles van de Ierse band U2, dat terechtkwam op U2's album Songs of Innocence.
Haar vierde album, So sad so sexy, kwam uit in juni 2018. In 2019 werkte ze samen met Mark Ronson op diens single Late night feelings.

## Discografie

### Albums
| Album met eventuele hitnotering(en) in de Nederlandse Album Top 100 | Datum van verschijnen | Datum van binnenkomst | Hoogste positie | Aantal weken | Opmerkingen |
| ------------------------------------------------------------------- | --------------------- | --------------------- | --------------- | ------------ | ----------- |
| Youth novels                                                        | 22-08-2008            | 23-08-2008            | 75              | 3            |             |
| Wounded rhymes                                                      | 04-03-2011            | 05-03-2011            | 47              | 3            |             |
| I never learn                                                       | 02-05-2014            | 10-05-2014            | 60              | 1            |             |
| So sad so sexy                                                      | 08-06-2018            | 16-06-2018            | 89              | 1            |             |

| Album met hitnotering(en) in de Vlaamse Ultratop 200 albums | Datum van verschijnen | Datum van binnenkomst | Hoogste positie | Aantal weken | Opmerkingen |
| ----------------------------------------------------------- | --------------------- | --------------------- | --------------- | ------------ | ----------- |
| Youth novels                                                | 2008                  | 30-08-2008            | 56              | 6            |             |
| Wounded rhymes                                              | 2011                  | 12-03-2011            | 53              | 5            |             |
| I never learn                                               | 2014                  | 10-05-2014            | 47              | 9            |             |
| So sad so sexy                                              | 2018                  | 16-06-2018            | 55              | 4            |             |

### Singles
| Single met eventuele hitnotering(en) in de Nederlandse Top 40 | Datum van verschijnen | Datum van binnenkomst | Hoogste positie | Aantal weken | Opmerkingen                |
| ------------------------------------------------------------- | --------------------- | --------------------- | --------------- | ------------ | -------------------------- |
| I follow rivers (The Magician Remix)                          | 07-02-2011            | 24-12-2011            | 2               | 28           | Nr. 3 in de Single Top 100 |
| Late night feelings                                           | 2019                  | 13-04-2019            | tip7            | -            | met Mark Ronson            |

| Single met hitnotering(en) in de Vlaamse Ultratop 50 | Datum van verschijnen | Datum van binnenkomst | Hoogste positie | Aantal weken | Opmerkingen      |
| ---------------------------------------------------- | --------------------- | --------------------- | --------------- | ------------ | ---------------- |
| Little bit                                           | 2008                  | 22-03-2008            | tip9            | -            |                  |
| I'm good, I'm gone                                   | 2008                  | 23-08-2008            | tip13           | -            |                  |
| Get some                                             | 2010                  | 20-11-2010            | tip23           | -            |                  |
| I follow rivers (The Magician Remix)                 | 2011                  | 03-09-2011            | 1 (4wk)         | 47           | 2x Platina       |
| No rest for the wicked                               | 2014                  | 29-03-2014            | tip19           | -            |                  |
| No rest for the wicked                               | 2015                  | 28-02-2015            | tip13           | -            | met Robin Schulz |
| Time in a bottle                                     | 2018                  | 24-02-2018            | tip41           | -            |                  |
| Deep end                                             | 2018                  | 05-05-2018            | tip             | -            |                  |
| Late night feelings                                  | 2019                  | 20-04-2019            | tip5            | -            | met Mark Ronson  |

### Ep's
- Little bit (2007)[11]
- iTunes Festival: London 2008 (2008)
- iTunes Session (2011)
- Still sad still sexy (2019)
- EYEYE (2022)